# Hannes Grandits
Hannes Grandits (* 1966) ist ein österreichischer Südosteuropa-Historiker.

## Leben
Er studierte Geschichte/Sozialkunde und Südosteuropäische Geschichte in Graz. Nach der Promotion 1996 an der Universität Graz und der Habilitation 2006 ebenda ist er seit 2010 Professor für Südosteuropäische Geschichte an der Humboldt-Universität zu Berlin.
In seiner Forschung beschäftigt er sich vergleichend mit dem sozialistischem und postsozialistischem Südosteuropa. Weitere Interessengebiete sind historisch-anthropologische Ansätze zur familiären und sozialen Sicherheit in Europa sowie die Geschichte des späten osmanischen Balkans.

## Schriften (Auswahl)
- Familie und sozialer Wandel im ländlichen Kroatien. (18.–20. Jahrhundert). Böhlau, Wien 2002, ISBN 3-205-99486-8.
- Herrschaft und Loyalität in der spätosmanischen Gesellschaft. Das Beispiel der multikonfessionellen Herzegowina. Böhlau, Wien 2008, ISBN 978-3-205-77802-8.
- als Herausgeber mit Ulf Brunnbauer: The ambiguous nation. Case studies from southeastern Europe in the 20th century. München 2013, ISBN 3-486-72296-4.
- als Herausgeber mit Holm Sundhaussen: Jugoslawien in den 1960er Jahren. Auf dem Weg zu einem (a)normalen Staat?. Wiesbaden 2013, ISBN 978-3-447-07004-1.
- The End of Ottoman Rule in Bosnia. Conflicting Agencies and Imperial Appropriations. Routledge, Abingdon und New York  2022, ISBN 9781032170220.